# ميديكيد
برنامج ميديكيد في الولايات المتحدة هو برنامج فيدرالي وعلى مستوى الولايات، يساعد بعض الأشخاص ذوي الدخل والموارد المحدودة في تسديد النفقات الطبية وتكاليف الرعاية الصحية. يشتمل برنامج ميديكيد على مزايا لا يوفرها برنامج ميديكير، مثل خدمات رعاية المسنين والرعاية الشخصية. يتمثل الاختلاف الرئيسي بين البرنامجين في أن برنامج ميديكيد يغطي تكاليف الرعاية الصحية للأشخاص ذوي الدخل المنخفض بينما يوفر ميديكير تغطية صحية لكبار السن. هناك أيضًا خطط صحية مزدوجة للأشخاص الذين لديهم كلا ميديكيد وميديكير. تصف جمعية التأمين الصحي الأمريكية ميديكيد بأنه «برنامج تأمين صحي حكومي للأشخاص من جميع الأعمار الذين لا يكفي دخلهم ومواردهم لدفع تكاليف الرعاية الصحية».
يُعد برنامج ميديكيد أكبر مصدر لتمويل الخدمات الطبية والمتعلقة بالصحة للأشخاص ذوي الدخل المنخفض في الولايات المتحدة، إذ يوفر تأمينًا صحيًا مجانيًا ل 74 مليون شخص من ذوي الدخل المنخفض وذوي الإعاقات (23% من الأمريكيين) اعتبارًا من عام 2017، بالإضافة إلى دفع النفقات الصحية لتوليد نصف المواليد في الولايات المتحدة لعام 2019. فهو برنامج اختبرت فعاليته باستطلاع الموارد المالية، وممول بشكل مشترك من حكومات الولايات والحكومات الفيدرالية وتديره الولايات، وكل ولاية لديها حاليًا مهلة كبيرة لتحديد المؤهلين لمساعدتهم بالبرنامج. اعتبارًا من عام 2017، كان إجمالي التكلفة السنوية لبرنامج ميديكيد أكثر بقليل من 600 مليار دولار أمريكي، ساهمت الحكومة الفيدرالية منها بمبلغ 375 مليار دولار أمريكي و230 مليار دولار إضافية. الولايات غير مطالبة عمليًا بالمشاركة بالبرنامج لكنها جميعًا قد شاركت منذ عام 1982. بشكل عام، يجب أن يكون متلقو برنامج ميديكيد مواطنين أمريكيين أو غير مواطنين مؤهلين للبرنامج، وقد شمل ذلك البالغين من ذوي الدخل المنخفض وأطفالهم والأشخاص ذوي الإعاقات المعينة. إلى جانب ميديكير، تريكير وتشامب في إيه، يعد برنامج ميديكيد أحد برامج التأمين الطبي الأربعة التي ترعاها الحكومة في الولايات المتحدة. يدار برنامج ميديكيد، جنبًا إلى جنب مع ميديكير، من قبل المراكز الأمريكية لخدمات ميديكير وميديكيد في بالتيمور بولاية ماريلاند.
أدى قانون حماية المريض والرعاية الميسرة (قانون الرعاية الصحية الأمريكي أو أوباماكير) إلى توسيع نطاق الأهلية والتمويل الفيدرالي لبرنامج ميديكيد. بموجب القانون، فإن جميع مواطني الولايات المتحدة وغير المواطنين المؤهلين الذين لديهم دخل يصل إلى 138% من خط الفقر الفيدرالي، بما في ذلك البالغين الذين ليس لديهم أطفال يعيلونهم، مؤهلون للتغطية في أي ولاية شاركت في برنامج ميديكيد. ومع ذلك، قضت المحكمة العليا للولايات المتحدة في قضية الاتحاد الوطني للأعمال المستقلة ضد سيبيليوس بأنه لا يتعين على الولايات الموافقة على هذا التوسيع من أجل الاستمرار في تلقي المستويات المحددة مسبقًا من تمويل ميديكيد، وقد اختارت بعض الولايات الاستمرار في مستويات التمويل المحددة قبل صدور قانون الرعاية الصحية ومعايير الأهلية.
تظهر الأبحاث أن برنامج ميديكيد يحسن النتائج الصحية، تغطية التأمين الصحي، توفر الرعاية الصحية والأمن المالي للمستفيدين، ويوفر مزايا اقتصادية للولايات ومقدمي الخدمات الصحية.

## السمات
ابتداءً من الثمانينيات، تلقت العديد من الولايات إعفاءات من الحكومة الفيدرالية لإنشاء برامج رعاية مُدارة من ميديكيد. تحت الرعاية المُدارة، يُسجل متلقي برنامج ميديكيد في خطة صحية خاصة، والتي تتلقى قسطًا شهريًا ثابتًا من الولاية. عندئذٍ تكون الخطة الصحية مسؤولة عن توفير كل أو معظم احتياجات الرعاية الصحية للمتلقي. تستخدم جميع الولايات في الوقت الحالي، باستثناء عدد قليل منها، الرعاية المُدارة لتوفير التغطية الصحية لنسبة كبيرة من المسجلين في برنامج ميديكيد. اعتبارًا من عام 2014، أبرمت 26 ولاية عقودًا مع منظمات الرعاية المُدارة (إم سي أو) لتقديم رعاية طويلة الأجل لكبار السن والأفراد ذوي الإعاقة. تدفع الولايات شهريًا سعرًا مسقوفًا لكل عضو في منظمة الرعاية المدارة والتي بدورها توفر رعاية شاملة وتقبل مخاطر إدارة التكاليف الإجمالية. على الصعيد الوطني، ما يقرب من 80% من المسجلين في برنامج ميديكيد مسجلين في خطط الرعاية المدارة. من المرجح أن تُسجل المجموعات المؤهلة الأساسية من الأسر ذات الدخل المنخفض في الرعاية المدارة، في حين تظل المجموعات المؤهلة من المسنين أو ذوي الإعاقات في أغلب الأحيان في برنامج ميديكيد التقليدي «رسوم مقابل الخدمة».
نظرًا لأن تكاليف مستوى الخدمة تختلف اعتمادًا على رعاية واحتياجات المسجلين، فإن متوسط التكلفة الفردية ليس سوى مقياس تقريبي للتكلفة الفعلية للرعاية. إذ تختلف التكلفة السنوية للرعاية من ولاية إلى أخرى وذلك بحسب مزايا ميديكيد المعتمدة من الولاية، بالإضافة إلى تكاليف الرعاية الخاصة بالولاية. يقدر تقرير مؤسسة عائلة كايزر لعام 2014 أن متوسط التكلفة السنوية للفرد الواحد لخدمات ميديكيد للأطفال هو 2577 دولارًا، البالغون 3278 دولارًا، الأشخاص ذوو الإعاقة 16859 دولارًا، الأشخاص المسنون (أكثر من 65 عامًا) 13063 دولارًا، وجميع المسجلين في برنامج ميديكيد 5736 دولارًا.

## التاريخ
أنشأت تعديلات الضمان الاجتماعي لعام 1965 برنامج ميديكيد عن طريق إضافة العنوان XIX إلى قانون الضمان الاجتماعي، 42 U.S.C. §§ 1396 وما يليه. بموجب البرنامج، قدمت الحكومة الفيدرالية تمويلًا متماثلًا للولايات لتمكينها من تقديم المساعدة الطبية للمقيمين الذين استوفوا شروط أهلية معينة. كان الهدف مساعدة الولايات على مساعدة السكان الذين لا يكفي دخلهم ومواردهم لدفع تكاليف خطط التأمين الصحي التجارية التقليدية.
أُنشأ برنامج ميديكيد للخصومات على الأدوية وبرنامج دفع أقساط التأمين الصحي بموجب قانون التسوية الشامل للميزانية لعام 1990. ساعد هذا القانون في إضافة المادة 1927 إلى قانون الضمان الاجتماعي لعام 1935 وأصبح ساريًا في 1 يناير 1991. أُنشأ هذا البرنامج بسبب التكاليف التي كانت تدفعها برامج ميديكيد مقابل أسعار مخفضة لأدوية العيادات الخارجية.
عدل قانون التسوية الشامل للميزانية لعام 1993 المادة 1927 من القانون، مما أدى إلى إدخال تعديلات على برنامج ميديكيد للخصومات على الأدوية. الولايات مطالبة بتطبيق برنامج ميديكيد لاسترداد الملكية للتعافي من تركة المستفيدين المتوفين من التكاليف المتعلقة بالرعاية طويلة الأجل التي يدفعها برنامج ميديكيد، ويمنح الولايات خيار استرداد جميع تكاليف الرعاية غير طويلة الأجل، بما في ذلك النفقات الطبية كاملةً.
يقدم برنامج ميديكيد أيضًا برنامج الرسوم مقابل الخدمة (الخدمة المباشرة) للمدارس في جميع أنحاء الولايات المتحدة لتسديد النفقات المرتبطة بالخدمات المقدمة للطلاب ذوي الاحتياجات التعليمية الخاصة. ينص القانون الفيدرالي على أن الأطفال ذوي الإعاقة يتلقون «تعليمًا عامًا مجانيًا ومناسبًا» بموجب المادة 504 من قانون إعادة التأهيل لعام 1973. تتطلب قرارات المحكمة العليا للولايات المتحدة والتغييرات اللاحقة في القانون الفيدرالي من الولايات أن تسدد جزءًا من أو كافة تكاليف بعض الخدمات التي تقدمها المدارس للأطفال المعوقين المؤهلين لبرنامج ميديكيد.

## التسجيل
وفقًا لمراكز الرعاية الصحية والخدمات الطبية، قدم برنامج التأمين الصحي خدمات الرعاية الصحية لأكثر من 46.0 مليون شخص في عام 2001. في عام 2002 بلغ عدد المسجلين في برنامج التأمين الصحي 39.9 مليون أمريكي، وكانت المجموعة الأكبر للأطفال (18.4 مليون أو 46%). منذ عام 2000 وحتى عام 2012، زادت نسبة الإقامة في المستشفى للأطفال التي يدفعها برنامج التأمين الصحي بنسبة 33% وانخفضت النسبة التي يدفعها التأمين الخاص بنسبة 21%. سجل نحو 43 مليون أمريكي في عام 2004 (19.7 مليون منهم أطفال) بتكلفة إجمالية قدرها 295 مليار دولار. في عام 2008 قدم التأمين الصحي التغطية الصحية والخدمات لنحو 49 مليون طفل من ذوي العائلات ذات الدخل المنخفض، والنساء الحوامل، وكبار السن، والمعوقين. في عام 2009 سجل 62.9 مليون أمريكي في برنامج التأمين الصحي لمدة شهر واحد على الأقل، بمتوسط تسجيل بلغ 50.1 مليون. في كاليفورنيا سجل نحو 23% من السكان في برنامج كاليفورنيا للمساعدة الطبية لمدة شهر واحد على الأقل في 2009-2010. اعتبارًا من عام 2017، زاد إجمالي التكلفة السنوية لبرنامج التأمين الصحي قليلًا عن 600 مليار دولار، وساهمت الحكومة الفيدرالية منها بمبلغ 375 مليار دولار وصرحت عن 230 مليار دولار إضافية.
زاد عدد المسجلين في برنامج التأمين الصحي عام 2009 بسبب فقدان الدخل وتغطية التأمين الطبي خلال فترة الركود 2008-2009. أظهرت تسع ولايات أمريكية زيادة في التسجيل بنسبة 15% أو أكثر، مما شكل ضغطًا كبيرًا على ميزانيات الولايات.
ذكرت مؤسسة عائلة كايزر أنه بالنسبة لعام 2013، كان نسبة المستفيدين من برنامج التأمين الصحي من البيض 40%، و21% من السود، و 25% من ذوي الأصول الهسبانية، و14% من الأعراق الأخرى.

## مقارنات مع الرعاية الصحية
على عكس التأمين الصحي، فإن الرعاية الصحية هو برنامج تأمين اجتماعي ممول على المستوى الفيدرالي ويركز بشكل أساسي على كبار السن من السكان. بحسب ما ذكر موقع مراكز التأمين الصحي والخدمات الطبية، تعد الرعاية الصحية برنامجًا للتأمين الصحي للأشخاص الذين تتراوح أعمارهم بين 65 عامًا أو أكثر، والأشخاص الذين تقل أعمارهم عن 65 عامًا ويعانون من بعض الإعاقات، والأشخاص من جميع الأعمار الذين يعانون من مرض كلوي في مراحله النهائية (من خلال برنامج مرض الكلى في المرحلة النهائية). يوفر برنامج الرعاية الصحية القسم إيه من الرعاية والذي يغطي فواتير المستشفى، والقسم بي الذي يغطي التأمين الطبي، والقسم دي الذي يغطي شراء الأدوية الموصوفة.